# خودکشی در چین

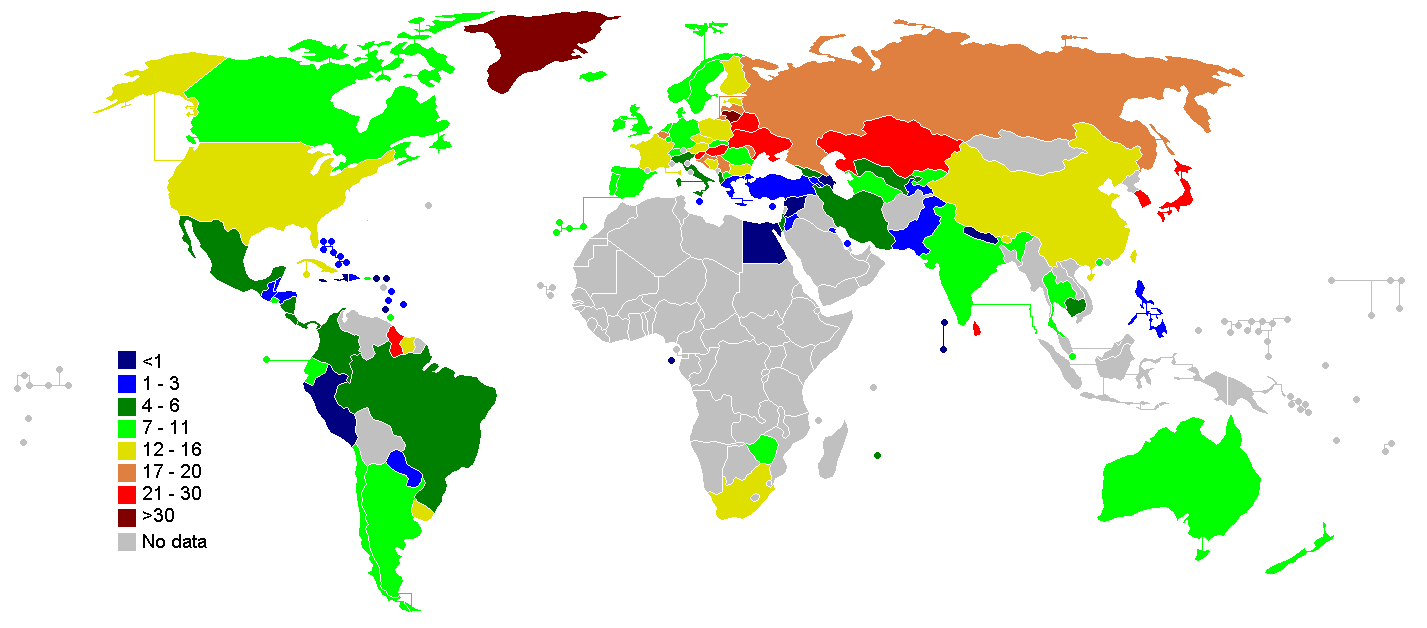
نرخ خودکشی چین در هر ۱۰۰٬۰۰۰ تن در مقایسه با دیگر کشورها بر پایه داده‌های سازمان بهداشت جهانی این سازمان ادعا دارد چین، هند، روسیه، ایالات متحده آمریکا، ژاپن و کره جنوبی بیش‌ترین تاثیرگذاران نرخ بالای خودکشی در جهان هستند.

آمار خودکشی در چین همواره بحث‌ برانگیز بوده است؛ چرا که آماری که سازمان‌های مستقل ارائه می‌کنند با آمار رسمی که دولت این کشور ارائه می‌دهد بسیار متناقض است. برپایه داده‌های به دست آمده در سال ۱۹۹۹ دولت این کشور اظهار داشت که میزان خودکشی در چین ۱۳٫۹ تن به ازای هر ۱۰۰٬۰۰۰ تن است. این آمار بسیار کم‌تر از سایر کشورهای آسیای شرقی در همان سال همچون ژاپن (۴ تن) و کره جنوبی (۲۸٫۱ تن) است.
بر پایه ی گزارش مرکز کنترل و پیشگیری از بیماری‌ها در سال ۲۰۱۱ نرخ خودکشی در چین ۲۲٫۳ تن در هر ۱۰۰٬۰۰۰ تن بوده است. این نشان می‌دهد که چین دارای یکی از بالاترین نرخ‌های خودکشی در بین کشورهای جهان است. با این حال در تحقیقی که در سال ۲۰۱۴ و توسط مرکز کنترل و پیشگیری از خودکشی دانشگاه هنگ‌کنگ صورت پذیرفت، مشخص شد آمار خودکشی در چین به شدت کاهش یافته است. میانگین خودکشی از سال ۲۰۰۹ تا ۲۰۱۱ در این کشور ۹٫۸ تن در هر ۱۰۰٬۰۰۰ تن بوده که این کاهش ۵۸ درصدی ناشی از شهری شدن طبقه متوسط و مهاجرت از روستاها بوده است. پاول ییپ از دانشگاه هنگ‌کنگ گفته است: «تا کنون هیچ کشوری چنین کاهش چشم‌گیری در میزان نرخ خودکشی را تجربه نکرده است».

## مردم‌نگاری خودکشی
چین از جمله کشورهایی است که در آن نرخ سالیانه خودکشی زنان از مردان بیش‌تر است. طبق آمار رسمی دولتی در سال ۱۹۹۹ نرخ خودکشی در هر ۱۰۰٬۰۰۰ تن برای مردان ۱۳ تن و برای زنان ۱۴٫۸ تن بوده است. این آمار شنان می‌دهد چین در فهرست میزان خودکشی کشورها دومین کشوری است که خودکشی زنان از مردان در آن بیش‌تر است. نرخ خودکشی زنان بنگلادشی نیز از مردان این کشور بیش‌تر است. دولت چین می‌گوید نرخ خودکشی مردان این کشور از برخی کشورهای غربی همچون آمریکا، استرالیا و آلمان کم‌تر است.
طبق پژوهشی در سال ۲۰۰۸: نسبت خودکشی زنان به مردان چینی ۳ به ۱ است؛ نسبت خودکشی روستاییان به شهریان چینی نیز ۳ به ۱ است؛ بیش‌تر خودکش‌ها در چین از جوانان هستند؛ چین دارای یکی از بیش‌ترین شمار خودکشی در سراسر جهان است و چینی‌هایی که خود را می‌کشند به میزان خیلی کمی از بیماری‌های روانی به ویژه اختلال افسردگی اساسی نسبت به خودکش‌های دیگر نقاط جهان رنج می‌برند. طبق گزارش مجله فرهنگ، طب و روان‌درمانی سالیانه بیش از ۳۰۰٬۰۰۰ خودکشی در این کشور ثبت می‌شود که این یعنی ۳۰٪ کل خودکشی‌های صورت گرفته در جهان. نرخ خودکشی در یانگتسه ۴۰٪ بیش از دیگر مناطق چین است.